# Wormaldia inthanonensis
Wormaldia inthanonensis är en nattsländeart som beskrevs av Malicky och Chantaramongkol 1993. Wormaldia inthanonensis ingår i släktet Wormaldia och familjen stengömmenattsländor. Inga underarter finns listade i Catalogue of Life.